# الکساندر ولکانوفسکی
الکساندر ولکانوفسکی (انگلیسی: Alexander Volkanovski؛ زادهٔ ۲۹ سپتامبر ۱۹۸۸) ورزشکار هنرهای رزمی ترکیبی و بازیکن راگبی ۱۳ نفره اهل استرالیا است. وی از سال ۲۰۱۲ میلادی تاکنون مشغول فعالیت بوده‌است.
او در حال حاضر در بخش پر وزن سازمان یواف‌سی رقابت می‌کند، جایی که او قهرمان فعلی پر وزن یواف‌سی است. ولکانوفسکی دومین استرالیایی است که پس از رابرت ویتاکر عنوان قهرمانی یواف‌سی را کسب کرده است. او همچنین قهرمان سابق پر وزن مسابقات قهرمانی مبارزه استرالیا (ای‌اف‌سی) است. ولکانوفسکی پیش از اولین حضورش در یواف‌سی، در سال ۲۰۱۵ به عنوان بوکسور حرفه‌ای رقابت می‌کرد. از ۲۴ ژوئن ۲۰۲۵، او در رتبه‌بندی پوند به پوند مردان یواف‌سی در رتبه ششم قرار دارد. او یکی از بزرگترین پر وزن‌های تمام دوران محسوب می‌شود.

## حرفه بوکس حرفه‌ای
ولکانوفسکی یک مسابقه بوکس در کارنامه خود دارد. یک مسابقه فوق سبک وزن که او با تصمیم متفق القول داوران در چهار راند مقابل دیل دو بارگرو پیروز شد.